# Ołeksandr Kłymenko (pisarz)
Ołeksandr Kłymenko, ukr. Олександр Іванович Клименко (ur. 26 kwietnia 1970 w Korosteszowie) – ukraiński poeta, prozaik, eseista, krytyk literacki, muzyk.

## Życiorys
Urodził się 26 kwietnia 1970 w miejscowości Korosteszów w Obwodzie Żytomierskim w rodzinie nauczycieli. Ojciec Iwan Archypowycz Kłymenko (1925–1988) był nauczycielem w klasie bajana. Matka, Nina Iwaniwna Potapenko (ur. 1943), była nauczycielką nauczania początkowego.
W 1984 roku ukończył ośmioklasową szkołę podstawową i szkołę muzyczną dla dzieci (klasę bajana). Absolwent Żytomierskiej Szkoły Muzycznej im. W. S. Kosenka (klasa bajana, 1989), Kijowskiego Konserwatorium Państwowego im. P. I. Czajkowskiego (klasa bajana i dyrygentury, 1995), Wołyńskiego Państwowego Uniwersytetu im. Łesi Ukrainki (studia podyplomowe o specjalności informatycznej, 2002).
Uczestnik (w składzie zespołu muzyki współczesnej SAT) międzynarodowych i krajowych festiwali jazzowej, awangardowej, akademickiej i improwizowanej muzyki współczesnej.
Publikował w czasopismach: Czetwer, Ji, Kurjer Krywbasu, Berezil, Suczasnist, Kijów, Krytyka, Dzwin, Zołota pektoral, Akcent, w gazetach Literaturna Ukraina, Ukraińska literaturna hazeta, na portalach litakcent.com, bukvoid.com.ua.
Cechą charakterystyczną jego utworów jest uwspółcześnienie tradycyjnych środków wyrazu, "synteza osiągnięć różnych szkół literackich z twórczym przetworzeniem w swoją artystyczną formę" (M. Słaboszpyćkyj), "korzystanie z artystycznej recepcji kompozycji o charakterze mozaiki, próba uchwycenia Czasu i Człowieka, przez oczyszczenie go z realistycznej codzienności i nadanie mu nowego, uniwersalnego, egzystencjalnego brzmienia, próba nowego spojrzenia na odwieczne tematy literackie" (Je. Baran), "udane połączenie surrealizmu i bolesnego realizmu" (W. Łys).
Członek Narodowego Związku Pisarzy Ukrainy (od 2011 r.).

## Dyskografia
- SAT (2006)[14]
- SAT & Ałła Zahajkewycz – Zimowy SAT (2011)[15]
- COPICAT (2012)[16]

## Nagrody
- Międzynarodowa Nagroda Literacka imienia Mikołaja Gogola Triumf (2009)[17]
- Międzynarodowa Nagroda Literacka imienia Hryhorija Skoworody Ogród nabożnych pieśni (2011)[18]
- Nagroda imienia Pantelejmona Kulisza (2014)[19]
- Nagroda Literacka imienia Ahatanheła Krymskiego (2016)[20]